# Saphanus truquii
Saphanus truquii is een keversoort uit de familie boktorren (Cerambycidae). De wetenschappelijke naam van de soort is voor het eerst geldig gepubliceerd in 1847 door Mulsant.